# 하이퍼 라이트 드리프터
《하이퍼 라이트 드리프터》는 하트 머신이 제작한 2D 액션 롤플레잉 게임이다. 주개발자 알렉스 프레스톤이 《젤다의 전설 신들의 트라이포스》와 《디아블로》를 합친 듯한 게임으로 구상한 작품으로, 2013년 9월 킥스타터를 통한 크라우드펀딩으로 미화 600,000달러에 달하는 개발자금을 모아 제작됐다.
원래 예정한 출시일은 2014년이었으나 개선을 위한 추가 개발일정과 프레스톤의 건강상 문제으로 인해 연기돼, 최종적으로 2016년 3월 31일 마이크로소프트 윈도우, OS X 및 리눅스로 출시됐고 같은 해 7월 26일 플레이스테이션 4와 엑스박스 원으로 발매됐다. 2018년 9월에 애비라이브 스튜디오가 개발해 추가 컨텐츠가 들어간 '스페셜 에디션'이 닌텐도 스위치로 발매됐으며, 이후 이에 기반한 iOS 이식판이 2019년 7월 출시됐다.

## 개발
《하이퍼 라이트 드리프터》는 개발을 이끈 주 디자이너 알렉스 프레스톤가 낸 구상에 기초했다. 프레스톤은 심부전증을 갖고 태어나 일생동안 소화와 면역 기관에 생기는 이상으로 병실에서 보낸 적이 많았다. 대학생 시절 프레스톤은 자신의 약한 건강과 죽음을 간신히 면한 경험을 영화와 그림으로 승화해 표현하곤 했다. 프레스톤은 "인생에 영향을 끼치는 고난으로 발생하는 감정들과 개인적으로 공감할 수 있는 이야기를 전달하기 위한 수단"으로서 《하이퍼 라이트 드리프터》를 디자인했다고 밝혔다.

## 참조
1. ↑  영어: Hyper Light Drifter